# Aspidolopha
Aspidolopha is een geslacht van kevers uit de familie bladkevers (Chrysomelidae).
De wetenschappelijke naam van het geslacht werd in 1848 gepubliceerd door Jean Théodore Lacordaire.

## Soorten
- Aspidolopha bacoboensis Medvedev, 1988
- Aspidolopha centromaculata Medvedev, 1988
- Aspidolopha dembickyi Medvedev, 2003
- Aspidolopha erberi Medvedev, 2005
- Aspidolopha himalayensis Medvedev, 1988
- Aspidolopha lesagei Takizawa, 1987
- Aspidolopha medogensis Tan, 1988
- Aspidolopha nobilis Medvedev, 1988
- Aspidolopha pseudospilota Medvedev, 1988
- Aspidolopha pseudothoracica Medvedev, 1992